# Darryl Bryant
Darryl Bryant (Brooklyn, Nueva York, 25 de abril de 1990) es un exjugador de baloncesto estadounidense. Con 1,88 metros de altura, jugaba en la posición de Base.

## Trayectoria deportiva
Bryant es un jugador formado en West Virginia Mountaineers y que tras no ser drafteado en 2012, jugó en las filas de Texas Legends.
En 2013, dio el salto a Europa donde jugaría en la República Checa, Austria y en la Liga Due de Italia con el refundado Mens Sana Basket 1871.
En 2016, firma por el PAOK Salónica.
En 2019 llega para disputar las últimas fechas de la fase regular de la Liga Uruguaya de Basquetebol en el Club Atlético Goes, donde a pesar de una excelente actuación individual el equipo no consigue ingresar en la postemporada.